# Ceratochernes granulatus
Ceratochernes granulatus är en spindeldjursart som beskrevs av Volker Mahnert 1994. Ceratochernes granulatus ingår i släktet Ceratochernes och familjen blindklokrypare. Inga underarter finns listade i Catalogue of Life.